# 坎佩丘埃拉
坎佩丘埃拉是古巴的城鎮，属格拉瑪省，始建於1869年，面積577平方公里，海拔高度10米，2004年人口46,092，人口密度為每平方公里79.9人。